# Greigia landbeckii
Greigia landbeckii es una especie de planta del género Greigia, con distribución endémica en Chile. Su nombre común es ñocha, chupeu, quiscal, kai o chupón, y es tradicionalmente utilizada en cestería.